# Национален медал на САЩ в областта на технологиите и иновациите
Национален медал в областта на технологиите и иновациите (на английски: National Medal of Technology and Innovation; до 2007 г. се е нарича National Medal of Technology – Национален медал в областта на технологиите) е американска държавна награда „за значителен принос към националното икономическо, екологично и обществено благосъстояние, направен чрез развитието и комерсиализацията на технологична продукция, технологични процеси и концепции, чрез технологични иновации и развитие на националната технологична работна сила“.
Медалът може да се връчва на конкретен човек, на група хора (не повече от 4 души), на търговска организация (компания) или на отдел в компания. Медалът се присъжда само на американски граждани и на американски компании (т.е. на компании, не по-малко от 50% от акциите или активите на които принадлежат на граждани на САЩ). Медалът се присъжда от президента на САЩ по препоръка на специален комитет и на Секретаря на Министерството на търговията, и е на-висшата американска награда за принос в прогреса на технологиите. За периода от 1985 до 2008 г. медалът е връчен на 161 души и 26 компании и отдела, тоест присъждат се средно около 8 медала годишно.
През 1990 г. с медала е награден и Джон Атанасов – за изобретяването на компютъра „Атанасов-Бери“.